# Lasianthus clementis
Lasianthus clementis är en måreväxtart som beskrevs av Elmer Drew Merrill. Lasianthus clementis ingår i släktet Lasianthus och familjen måreväxter. Inga underarter finns listade i Catalogue of Life.